# Белый бассейн
«Белый бассейн» — водонапорная башня, достопримечательность Феодосии, памятник промышленной архитектуры конца XIX века.

## История
Построена в конце XIX века на Сарыгольской возвышенности — пустынной окраине города, у дороги в Старый Крым (и, далее, в Симферополь).
Входила в систему Кашка-Чокракского водовода, созданного в конце XIX века с питанием из ключей Кашка-Чокрак, расположенных в 14 км западнее Феодосии. Увеличение мощности городского водопровода было вызвано, в том числе, увеличением водопотребления из-за создания феодосийского торгового порта и прокладки железнодорожной ветки Феодосия-Джанкой (1896).
После возведения представляла собой самое высокое здание в городе. В настоящее время включена в систему городского водопровода.
По названию башни прилегающий район получил название «Белый бассейн».